# 比較ゲノムハイブリダイゼーション
比較ゲノムハイブリダイゼーション（英: Comparative genomic hybridization, CGH）または染色体マイクロアレイ解析 （英: Chromosomal Microarray Analysis, CMA）は分子細胞の遺伝学的手法の１つであり、試料のDNAのコピー数変化（過剰／減少）を解析する。
腫瘍細胞を解析することが多い。
CGHは染色体での不均衡型変化のみを検出する。均衡型の相互染色体転座または染色体逆位のような構造的な染色体異常ではコピー数に変化がないため、検出できない。
1990年代にトーマス・クレーマーはペーター・リヒターとともに分裂中期の染色体への、および特定のゲノム領域を示すDNAスポットをもつマトリックスへの比較ゲノムハイブリダイゼーションを実現した。

## 方法
調べたい組織と対照とする組織から抽出したDNAを後の解析のためにそれぞれ異なった蛍光色素で標識する。検体と対照のDNAを混ぜ、繰り返し配列をブロックするために不均衡なヒトcot-1 DNA（Alu配列とKpn familyのような繰り返し配列を多く含む胎盤のDNA）を加えたのち、その混合液は正常な体細胞分裂中期染色体とハイブリダイズされるか、数百、数千の決められたDNAプローブを含むスライドとのアレイCGHが行われる。 落射蛍光顕微鏡法と定量的画像解析を用いて、対照DNAと比べた時の局所的な蛍光強度の増加／減少率の違いが検出され、ゲノム上の異常な領域を検出するのに使われる。
現在、スライド上のオリゴヌクレオチドの解像度は概ね20–80塩基対であり、かつて用いられたBACアレイの解像度は10万塩基対であった。

## 利用

### がん
その方法は、蛍光標識した腫瘍のDNA（フルオレセイン（FITC）が多い）と正常なDNA（ローダミンまたはテキサスレッドが多い）を正常なヒトの細胞分裂中期染色体にハイブリダイズすることに基づく。

### その他
がん細胞以外では、その試験は子供に異形症、発達遅滞、精神遅滞、および自閉症を引き起こす未知の変異を調べる際に有用である。
CGHによる着床前遺伝子診断は胚の着床率を高め、多胎妊娠と流産を減少させることで人工授精の効率を高める。

## 限界
染色体CGHでは、染色体レベルのコピー数の減少、過剰、および増幅を検出することができる。しかし、1つのコピー数の減少を検出するためには、その領域が少なくとも5–10 Mbの長さがなくてはならないと考えられている。増幅の検出は1 Mbより小さくても感度が高いことが知られている。そのため、CGHはある種のコピー数過剰は感度良く検出できるが、部分的な欠失の解像度は限られることを知っている必要がある。
アレイCGHは、これらの限界の多くを克服している。解像度およびダイナミックレンジは改善され、さらにゲノム配列に異常をマッピングでき、スループットも改善している。
最も高頻度で現れる比率レベルを「正常」として正規化するため、CGHでもアレイCGHでも倍数性に関する情報は得られない。均衡型のDNA組成をもつため、遺伝子再配列を起こしていない4倍体クローンはCGHで正常なように見えるだろう。